# Anthenoides tenuis
Anthenoides tenuis is een zeester uit de familie Goniasteridae.
De wetenschappelijke naam van de soort werd in 1989 gepubliceerd door Yulin Liao & Ailsa McGown Clark.